# Hüthig GmbH
Die Hüthig GmbH ist ein Verlag mit Sitz in Heidelberg. Sie gibt nach eigenen Angaben 6 Fachzeitschriften heraus, betreibt dazugehörige Webseiten und veranstaltet Kongresse. Die Zielgruppen der Hüthig GmbH sind Inhaber, Geschäftsführer und leitende Mitarbeiter aus dem Elektrohandwerk; Planer, Ingenieure, Techniker, Sachverständige, Betriebselektriker. Der Unternehmenssitz ist Heidelberg.

## Geschichte
Alfred Hüthig (1900–1996) gründete im Januar 1925 in Heidelberg den Hüthig Verlag, der Fachzeitschriften und -büchern für die Branchen Technik, Handwerk und Wirtschaft herausbrachte. Ab den 1950er Jahren erschien die Zeitschrift Elektrowelt mit einem dazugehörigen Buchprogramm; dies war der Grundstein für das heute noch wichtige Segment Elektrotechnik/Elektronik. Das Programmspektrum wurde kontinuierlich erweitert.
Seit 1999 gehört die Hüthig GmbH zur Fachinformationssparte des Süddeutschen Verlags, der Süddeutscher Verlag Hüthig Fachinformationen GmbH. In den Jahren 2004 und 2005 wurden das Buch- und Loseblattgeschäft an die Konzernschwester Verlagsgruppe Hüthig Jehle Rehm veräußert. 
In den 1970er Jahren wurden die Verlagsaktivitäten im Bereich Elektrohandwerk mit den Aktivitäten des Pflaum Verlags in dem Joint-Venture Hüthig & Pflaum Verlag mit Sitz in München zusammengelegt. Im Jahr 2012 übernahm die Hüthig GmbH vom Joint-Venture Partner Pflaum Verlag dessen Anteile an dem Joint-Venture. Von 2012 bis 2013 war der Hüthig & Pflaum Verlag eine 100-prozentige Tochter der Hüthig GmbH. Nach eigenen Angaben wurde im Januar 2014 ein Betriebspachtvertrag zwischen den Verlagen abgeschlossen, nach dem der Betrieb des Hüthig & Pflaum Verlags von der Hüthig GmbH übernommen wird. 2014 erfolgte die Verschmelzung des Hüthig & Pflaum Verlags auf die Hüthig GmbH. 2015 übernahm die Hüthig GmbH die Highlight Verlagsgesellschaft in Rüthen, die u. a. die Zeitschrift Highlight publiziert. 2017 beteiligte sich die Hüthig GmbH mehrheitlich an der B&B Publishing GmbH in Mering, die u. a. die Zeitschriften CE-Markt und CE-Markt electro herausgibt.
Zum 1. August 2023 wurde von der Hüthig GmbH der Bereich Industrie und Automotive in die neu gegründete Hüthig Medien GmbH ausgegliedert.

## Gesellschafter
Das Unternehmen ist eine 100-prozentige Tochter des Süddeutschen Verlags Hüthig Fachinformationen und gehört hierüber zum Süddeutschen Verlag und zur Südwestdeutschen Medien Holding.

## Produkte
Die Fachzeitschriften, Webseiten und Kongresse der Hüthig GmbH sind in den Bereichen Elektronik, Chemie- und Hygienetechnik, Werkstoff- und Klimatechnik, Verpackung und Automatisierung, und Elektrohandwerk zusammengefasst. 
Eine Unterteilung erfolgt nach Zeitschriften und (Fach-)Portalen (Stand Dezember 2022):

### Zeitschriften
- CE-Markt
- CE-Markt electro
- de – das elektrohandwerk
- ema - Elektrische Maschinen
- Highlight
- Lux Select

### Portale
- ce-electro.de
- ce-markt.de
- elektro.net
- highlight-web.de

### Historische Titel
- Elektronik Industrie
- Elektronik-Journal
- Automobil-Elektronik
- Productronic
- emobility tec
- Chemie Technik
- Pharma + Food
- Plastverarbeiter
- KGK
- KI Kälte – Luft – Klimatechnik
- Neue Verpackung
- IEE
- de – Der Elektro- und Gebäudetechniker
- EMA Elektrische Maschinen